# Zombi Shrek
Pour plus de détails, voir Fiche technique et Distribution.
Zombi Shrek (Thriller Night) est un court métrage d'animation, issu de la franchise Shrek et sorti pour la première fois en DVD le 13 septembre 2011 dans une compilation nommée Scared Shrekless. Malgré la présence d'un doublage français sur les DVD américains, il reste inédit en France.

## Synopsis
Shrek sort d'une salle de spectacle énervé par ce qu'il vient de voir puisque ça n'a rien de terrifiant comme on devrait le voir à Halloween. L'Âne et le Chat Potté décide de créer une comédie musicale horrifique pour l'occasion.

## Fiche technique
- Titre : Zombi Shrek
- Titre original : Thriller Night
- Réalisation : Gary Trousdale et Sean Bishop
- Scénario : Sean Bishop, Elaine Rogan, David Feiss, Tom Shannon et Mark Walton
- Producteur : Karen Foster, Oliver Grainger et Tripp Hudson
- Genre : film d'animation, féerie
- Durée : 6 minutes
- Musique : Matt Mahafey
- Sortie en DVD :
  -  États-Unis : 13 septembre 2011
  -  France : inédit
- Film américain
- Tout public

## Distribution
| - Michael Gough : Shrek - Dean Edwards : L'Âne (Donkey) - Holly Fields : La Princesse Fiona - André Sogliuzzo : Le Chat potté | - Jean-Christophe Clément : Shrek - Barbara Tissier : Princesse Fiona - Med Hondo : L'Âne - Boris Rehlinger : Le Chat Potté |